# Ліськевич Дмитро
Дмитро́ Іллі́ч Ліське́вич (*1 жовтня 1883, Ярослав — †2 квітня 1974, Івано-Франківськ) — український педагог та громадський діяч, в'язень сталінських таборів.

## Життєпис
Народився 1 жовтня 1883 року в місті Ярослав на Надсянні. У 1902 році закінчив місцеву гімназію. Далі здобував вищу освіту у Львівському університеті, де студіював славістику та класичні мови. 
В 1908 році розпочав педагогічну діяльність в українській приватній гімназії та вчительській семінарії СС Василіянок у Яворові. Водночас на новому місці активно включився у громадську роботу, зокрема, в українському товаристві «Просвіта». 
Невдовзі після початку Першої світової війни російська окупаційна влада арештувала Дмитра Ліськевича та відправила на заслання в околиці Єнісейська. Після Лютневої революції в Росії зумів дістатися до Полтави, де тимчасово осів та протягом 1917—1918 років викладав у промисловій школі. За короткий час повернувся в Галичину і в пору становлення ЗУНР виконував у Яворові повноваження військового коменданта міста. Після поразки українського визвольного руху Дмитро Ліськевич ненадовго обійняв вчительську посаду в гімназії «Рідної Школи» в Яворові. 
З 1923 року на тривалий час пов’язав свою долю зі Станиславовом. У цьому місті працював професором української державної чоловічої гімназії, був управителем «Селянської бурси». У вільний від професійної діяльності час займався громадською роботою в місцевих організаціях. Був симпатиком активного способу життя, усіляко підтримував гімназійну молодь, яка представляла громаду міста в клубах Українського Спортового Союзу та товаристві «Пролом». Закономірно, що два сини Дмитра Ліськевича — Богдан та Тарас — входили до когорти найактивніших діячів українського спортивного руху Станиславова 30-х років минулого віку.
Після анексії західноукраїнських земель у вересні 1939-го радянською владою Дмитро Ліськевич якийсь час вчителював у Станіславській СШ №2, допоки 22 травня 1941 року не був заарештований органами НКВС. Тоталітарний режим засудив педагога на вісім років таборів та відправив разом із дружиною, невісткою та внуком відбувати покарання до сибірського селища Аспагаш. 
Звільнившись зі заслання 1949 року, повернувся до рідного краю. Згодом працевлаштувався лаборантом на кафедрі української літератури в Львівському університеті ім. Івана Франка. Пропрацював там до 1958 року, вийшов на пенсію та повернувся до Станіслава, де й провів залишок свого життя.